# Waitangi Falls (Ruakituri River)
Die Waitangi Falls sind ein Wasserfall im Gisborne District auf der Nordinsel Neuseelands. Er liegt im Lauf des Ruakituri River, eines Nebenflusses des Wairoa River. Seine Fallhöhe beträgt 72 Meter.
Vom nordwestlichen Ende der Papuni Road führt eine dreistündige Wanderung zum Wasserfall.